# Zenon Minta
Zenon Minta – polski lekarz weterynarii, profesor doktor habilitowany nauk weterynaryjnych, specjalność choroby drobiu. 
Kierownik Zakładu Chorób Drobiu Państwowego Instytutu Weterynaryjnego w Puławach. Tytuł profesora otrzymał w 2007 roku
Odznaczony Srebrnym (1995) i Złotym Krzyżem Zasługi (2015)